# Élections législatives de 2024 dans l'Orne
Les élections législatives françaises de 2024 dans l'Orne se déroulent les 30 juin et 7 juillet 2024. Dans le département, trois députés sont à élire dans le cadre de trois circonscriptions, à la suite de la dissolution de l'Assemblée nationale par Emmanuel Macron.
Le choix de cette dissolution est pris après la défaite de la liste Renaissance aux élections européennes qui ont eu lieu le 9 juin 2024.

## Contexte

### Élections européennes de 2024
| Circonscription | RN      | ENS     | PS - PP | LFI    | LR      |
| --------------- | ------- | ------- | ------- | ------ | ------- |
| Circonscription |         |         |         |        |         |
| 1re             | 33,36 % | 18 %    | 13,27 % | 5,26 % | 8,46 %  |
| 2e              | 39,1 %  | 14,94 % | 10,44 % | 4,52 % | 9,18 %  |
| 3e              | 36,3 %  | 15,76 % | 11,26 % | 5,53 % | 10,04 % |

## Système électoral
Les élections législatives ont lieu au scrutin uninominal majoritaire à deux tours dans des circonscriptions uninominales.
Est élu au premier tour le candidat qui réunit la majorité absolue des suffrages exprimés et un nombre de voix au moins égal au quart des électeurs inscrits dans la circonscription, soit 25 %. Si aucun des candidats ne satisfait ces conditions, un second tour est organisé entre les candidats ayant réuni un nombre de voix au moins égal à un huitième des inscrits, soit 12,5 %. Les deux candidats arrivés en tête du 1er tour se maintiennent néanmoins par défaut si un seul ou aucun d'entre eux n'a atteint ce seuil. Au second tour, le candidat arrivé en tête est déclaré élu,.
Le seuil de qualification basé sur un pourcentage du total des inscrits et non des suffrages exprimés rend plus difficile l'accès au second tour lorsque l'abstention est élevée. Le système permet en revanche l'accès au second tour de plus de deux candidats si plusieurs d'entre eux franchissent le seuil de 12,5 % des inscrits. Les candidats en lice au second tour peuvent ainsi être trois, un cas de figure appelé « triangulaire ». Les second tours où s'affrontent quatre candidats, appelés « quadrangulaire » sont également possibles, mais beaucoup plus rares,.

### Partis et nuances
Les résultats des élections sont publiés en France par le ministère de l'Intérieur, qui classe les partis en leur attribuant des nuances politiques. Ces dernières sont décidées par les préfets, qui les attribuent indifféremment de l'étiquette politique déclarée par les candidats, qui peut être celle d'un parti ou une candidature sans étiquette.
Seuls le Parti communiste français (COM), La France insoumise (FI), le Parti socialiste (SOC), le Parti radical de gauche (RDG), Les Écologistes (VEC), Renaissance (RE), le Mouvement démocrate (MDM), Horizons (HOR), l'Union des démocrates et indépendants (UDI), Les Républicains (LR), le Rassemblement national (RN) et Reconquête (REC) se voient attribuer en 2024 des nuances propres. Les coalitions Ensemble et Nouveau front populaire, ainsi que les candidats de l'alliance LR-Ciotti-RN, en bénéficient également indirectement, les nuances Ensemble ! (Majorité présidentielle) (ENS), Union de la gauche (UG) et Union de l'extrême-droite (UXD) étant attribuables aux candidats bénéficiant respectivement du soutien de deux partis du centre, de deux partis de gauche ou de deux partis d'extrême-droite,.
Tous les autres partis se voient attribuer l'une ou l'autre des nuances suivantes : EXG (extrême gauche), DVG (divers gauche), ECO (écologiste), REG (régionaliste), DVC (divers centre), DVD (divers droite), DSV (droite souverainiste) et EXD (extrême droite). Des partis comme Debout la France ou Lutte ouvrière ne disposent ainsi pas de nuances propres, et leurs résultats nationaux ne sont pas publiés séparément par le ministère, car mélangés avec d'autres partis (respectivement dans les nuances DSV et EXG).

## Résultats

### Élus
| Circonscription | Député sortant     | Parti | Parti | Groupe | Député élu ou réélu | Parti | Parti | Groupe |
| --------------- | ------------------ | ----- | ----- | ------ | ------------------- | ----- | ----- | ------ |
| 1re             | Chantal Jourdan    |       | PS    | SOC    | Chantal Jourdan     |       | PS    | SOC    |
| 2e              | Véronique Louwagie |       | LR    | LR     | Véronique Louwagie  |       | LR    | DR     |
| 3e              | Jérôme Nury        |       | LR    | LR     | Jérôme Nury         |       | LR    | DR     |

### Résultats à l'échelle du département

#### Résultats par coalition
| Parti                                       | Parti                                       | Parti                             | Premier tour | Premier tour | Premier tour | Second tour | Second tour   | Second tour | Total Sièges  | +/-           |
| Parti                                       | Parti                                       | Parti                             | Voix         | %            | Sièges       | Voix        | %             | Sièges      | Total Sièges  | +/-           |
| ------------------------------------------- | ------------------------------------------- | --------------------------------- | ------------ | ------------ | ------------ | ----------- | ------------- | ----------- | ------------- | ------------- |
|                                             | Rassemblement national (RN)                 | Rassemblement national (RN)       | 48 649       | 35,77        | 0            | 55 358      | 42,14         | 0           | 0             | en stagnation |
|                                             |                                             | Les Républicains (LR)             | 35 112       | 25,82        | 0            | 53 215      | 40,51         | 2           | 2             | en stagnation |
|                                             | Dissidents Horizons                         | 5 405                             | 3,97         | 0            |              |             |               | 0           | Nv            |               |
| Total Union de la droite et du centre (UDC) | Total Union de la droite et du centre (UDC) | 40 517                            | 29,79        | 0            | 53 215       | 40,51       | 2             | 2           | en stagnation |               |
|                                             |                                             | Parti socialiste (PS)             | 22 252       | 16,36        | 0            | 22 804      | 17,36         | 1           | 1             | en stagnation |
|                                             | Place publique (PP)                         | 7 336                             | 5,39         | 0            |              |             |               | 0           | Nv            |               |
| Total Nouveau Front populaire (NFP)         | Total Nouveau Front populaire (NFP)         | 29 588                            | 21,75        | 0            | 22 804       | 17,36       | 1             | 1           | en stagnation |               |
|                                             |                                             | Renaissance (RE)                  | 9 658        | 7,10         | 0            | Retrait     | Retrait       | Retrait     | 0             | Nv            |
|                                             | Horizons (HOR)                              | 3 060                             | 2,25         | 0            |              |             |               | 0           | en stagnation |               |
| Total Ensemble pour la République (ENS)     | Total Ensemble pour la République (ENS)     | 12 718                            | 9,35         | 0            | Retrait      | Retrait     | Retrait       | 0           | en stagnation |               |
|                                             | Lutte ouvrière (LO)                         | Lutte ouvrière (LO)               | 1 803        | 1,33         | 0            |             |               |             | 0             | en stagnation |
|                                             | Reconquête (REC)                            | Reconquête (REC)                  | 1 393        | 1,02         | 0            | 0           | en stagnation |             |               |               |
|                                             | Debout la France (DLF)                      | Debout la France (DLF)            | 1 026        | 0,75         | 0            | 0           | en stagnation |             |               |               |
|                                             | Le Mouvement de la ruralité (LMR)           | Le Mouvement de la ruralité (LMR) | 263          | 0,19         | 0            | 0           | en stagnation |             |               |               |
|                                             | Sans étiquette (SE)                         | Sans étiquette (SE)               | 49           | 0,04         | 0            | 0           | Nv            |             |               |               |
|                                             |                                             |                                   |              |              |              |             |               |             |               |               |
| Suffrages exprimés                          | Suffrages exprimés                          | Suffrages exprimés                | 136 006      | 97,53        |              | 131 377     | 94,57         |             |               |               |
| Votes blancs                                | Votes blancs                                | Votes blancs                      | 2 455        | 1,76         | 5 817        | 4,19        |               |             |               |               |
| Votes nuls                                  | Votes nuls                                  | Votes nuls                        | 993          | 0,71         | 1 721        | 1,24        |               |             |               |               |
| Total                                       | Total                                       | Total                             | 139 454      | 100          | 0            | 138 915     | 100           | 3           | 3             | en stagnation |
| Abstention                                  | Abstention                                  | Abstention                        | 63 919       | 31,43        |              | 64 466      | 31,70         |             |               |               |
| Inscrits/Participation                      | Inscrits/Participation                      | Inscrits/Participation            | 203 373      | 68,57        | 203 381      | 68,30       |               |             |               |               |

### Résultats par nuance
| Nuance                 | Nuance                      | Nuance                 | Premier tour | Premier tour | Premier tour | Second tour | Second tour   | Second tour | Total Sièges | +/-           |  |
| Nuance                 | Nuance                      | Nuance                 | Voix         | %            | Sièges       | Voix        | %             | Sièges      | Total Sièges | +/-           |  |
| ---------------------- | --------------------------- | ---------------------- | ------------ | ------------ | ------------ | ----------- | ------------- | ----------- | ------------ | ------------- |  |
|                        | Rassemblement national      | RN                     | 48 649       | 35,77        | 0            | 55 358      | 42,14         | 0           | 0            | en stagnation |  |
|                        | Divers droite               | DVD                    | 35 375       | 26,01        | 0            | 53 215      | 40,51         | 2           | 2            | Nv            |  |
|                        | Union de la gauche          | UG                     | 29 588       | 21,75        | 0            | 22 804      | 17,36         | 1           | 1            | en stagnation |  |
|                        | Ensemble pour la République | ENS                    | 12 718       | 9,35         | 0            | Retrait     | Retrait       | Retrait     | 0            | en stagnation |  |
|                        | Divers centre               | DVC                    | 5 405        | 3,97         | 0            |             |               |             | 0            | en stagnation |  |
|                        | Extrême gauche              | EXG                    | 1 803        | 1,33         | 0            | 0           | en stagnation |             |              |               |  |
|                        | Reconquête                  | REC                    | 1 393        | 1,02         | 0            | 0           | en stagnation |             |              |               |  |
|                        | Droite souverainiste        | DSV                    | 1 026        | 0,75         | 0            | 0           | en stagnation |             |              |               |  |
|                        | Divers                      | DIV                    | 49           | 0,04         | 0            | 0           | en stagnation |             |              |               |  |
|                        | Les Républicains            | LR                     |              |              |              |             |               |             | 0            | 2             |  |
|                        |                             |                        |              |              |              |             |               |             |              |               |  |
| Suffrages exprimés     | Suffrages exprimés          | Suffrages exprimés     | 136 006      | 97,53        |              | 131 377     | 94,57         |             |              |               |  |
| Votes blancs           | Votes blancs                | Votes blancs           | 2 455        | 1,76         | 5 817        | 4,19        |               |             |              |               |  |
| Votes nuls             | Votes nuls                  | Votes nuls             | 993          | 0,71         | 1 721        | 1,24        |               |             |              |               |  |
| Total                  | Total                       | Total                  | 139 454      | 100          | 0            | 138 915     | 100           | 3           | 3            | en stagnation |  |
| Abstention             | Abstention                  | Abstention             | 63 919       | 31,43        |              | 64 466      | 31,70         |             |              |               |  |
| Inscrits/Participation | Inscrits/Participation      | Inscrits/Participation | 203 373      | 68,57        | 203 381      | 68,30       |               |             |              |               |  |

### Résultats par circonscription

#### Première circonscription
- Députée sortante : Chantal Jourdan (Parti socialiste)

| Candidat                 | Candidat                 | Parti et coalition       | Nuance                   | Premier tour | Premier tour | Second tour | Second tour |
| Candidat                 | Candidat                 | Parti et coalition       | Nuance                   | Voix         | %            | Voix        | %           |
| ------------------------ | ------------------------ | ------------------------ | ------------------------ | ------------ | ------------ | ----------- | ----------- |
|                          | Nadine Belzidsky         | RN                       | RN                       | 15 783       | 35,18        | 19 511      | 46,11       |
|                          | Chantal Jourdan          | PS (NFP)                 | UG                       | 12 264       | 27,33        | 22 804      | 53,89       |
|                          | Patricia Chapelotte      | RE (ENS)                 | ENS                      | 9 658        | 21,52        | Retrait     | Retrait     |
|                          | Manuela Chevalier        | HOR diss. (UDC)          | DVC                      | 5 405        | 12,05        |             |             |
|                          | David Géniteau           | DLF                      | DSV                      | 570          | 1,27         |             |             |
|                          | Camille Perchet          | LO                       | EXG                      | 476          | 1,06         |             |             |
|                          | Daniel Lecomte           | REC                      | REC                      | 450          | 1,00         |             |             |
|                          | Didier Durandy           | LMR                      | DVD                      | 263          | 0,59         |             |             |
|                          |                          |                          |                          |              |              |             |             |
| Votes valides            | Votes valides            | Votes valides            | Votes valides            | 44 869       | 97,06        | 42 315      | 91,40       |
| Votes blancs             | Votes blancs             | Votes blancs             | Votes blancs             | 941          | 2,04         | 3 090       | 6,67        |
| Votes nuls               | Votes nuls               | Votes nuls               | Votes nuls               | 417          | 0,90         | 891         | 1,92        |
| Total                    | Total                    | Total                    | Total                    | 46 227       | 100          | 46 296      | 100         |
| Abstention               | Abstention               | Abstention               | Abstention               | 21 957       | 32,20        | 21 893      | 32,11       |
| Inscrits / participation | Inscrits / participation | Inscrits / participation | Inscrits / participation | 68 184       | 67,80        | 68 189      | 67,89       |

Détenue par le Parti socialiste depuis 2012, la première circonscription comprend Alençon et s'étend d'est en ouest du Mêle-sur-Sarthe à Domfront en Poiraie. En 2020, Chantal Jourdan devient députée en remplacement de Joaquim Pueyo, démissionnaire en raison d'incompatibilité avec son mandat de maire d'Alençon. Elle est élue de justesse en 2022 avec 115 voix d'écart au 2d tour face à la candidate d'Ensemble Marie-Annick Duhard. Deux ans plus tard, l'avocate investie par le Rassemblement national Nadine Belzidsky est en tête au 1er tour mais est battue par Chantal Jourdan au 2d tour. Cette dernière réunit 63,46% des voix à Alençon et 59,32% à La Ferté-Macé, tandis que Nadine Belzidsky est en tête à Juvigny Val d'Andaine et Magny-le-Désert.

#### Deuxième circonscription
- Députée sortante : Véronique Louwagie (Les Républicains)

| Candidat                 | Candidat                 | Parti et coalition       | Nuance                   | Premier tour | Premier tour | Second tour | Second tour |
| Candidat                 | Candidat                 | Parti et coalition       | Nuance                   | Voix         | %            | Voix        | %           |
| ------------------------ | ------------------------ | ------------------------ | ------------------------ | ------------ | ------------ | ----------- | ----------- |
|                          | Gérard Vienne            | RN                       | RN                       | 17 502       | 40,01        | 19 621      | 45,57       |
|                          | Véronique Louwagie       | LR (UDC)                 | DVD                      | 14 411       | 32,95        | 23 433      | 54,43       |
|                          | Guillaume Sacriste       | PP (NFP)                 | UG                       | 7 336        | 16,77        |             |             |
|                          | Amale El Khaledi         | HOR (ENS)                | ENS                      | 3 060        | 7,00         |             |             |
|                          | Bernadette Velly         | LO                       | EXG                      | 470          | 1,07         |             |             |
|                          | Séverine Préhu           | DLF                      | DSV                      | 456          | 1,04         |             |             |
|                          | Raymond Herbreteau       | REC                      | REC                      | 455          | 1,04         |             |             |
|                          | Patrick Levacher         | SE                       | DIV                      | 49           | 0,11         |             |             |
|                          |                          |                          |                          |              |              |             |             |
| Votes valides            | Votes valides            | Votes valides            | Votes valides            | 43 739       | 97,80        | 43 054      | 96,27       |
| Votes blancs             | Votes blancs             | Votes blancs             | Votes blancs             | 719          | 1,61         | 1 279       | 2,86        |
| Votes nuls               | Votes nuls               | Votes nuls               | Votes nuls               | 266          | 0,59         | 389         | 0,87        |
| Total                    | Total                    | Total                    | Total                    | 44 724       | 100          | 44 722      | 100         |
| Abstention               | Abstention               | Abstention               | Abstention               | 19 812       | 30,70        | 19 814      | 30,70       |
| Inscrits / participation | Inscrits / participation | Inscrits / participation | Inscrits / participation | 64 536       | 69,30        | 64 536      | 69,30       |

#### Troisième circonscription
- Député sortant : Jérôme Nury (Les Républicains)

| Candidat                 | Candidat                 | Parti et coalition       | Nuance                   | Premier tour | Premier tour | Second tour | Second tour |
| Candidat                 | Candidat                 | Parti et coalition       | Nuance                   | Voix         | %            | Voix        | %           |
| ------------------------ | ------------------------ | ------------------------ | ------------------------ | ------------ | ------------ | ----------- | ----------- |
|                          | Jérôme Nury              | LR (UDC)                 | DVD                      | 20 701       | 43,67        | 29 782      | 64,73       |
|                          | Ludmila Petchenina       | RN                       | RN                       | 15 364       | 32,41        | 16 226      | 35,27       |
|                          | Lori Helloco             | PS (NFP)                 | UG                       | 9 988        | 21,07        | Retrait     | Retrait     |
|                          | Arnaud Gautier           | LO                       | EXG                      | 857          | 1,81         |             |             |
|                          | Sylvia Hénot             | REC                      | REC                      | 488          | 1,03         |             |             |
|                          |                          |                          |                          |              |              |             |             |
| Votes valides            | Votes valides            | Votes valides            | Votes valides            | 47 398       | 97,72        | 46 008      | 96,06       |
| Votes blancs             | Votes blancs             | Votes blancs             | Votes blancs             | 795          | 1,64         | 1 448       | 3,02        |
| Votes nuls               | Votes nuls               | Votes nuls               | Votes nuls               | 310          | 0,64         | 441         | 0,92        |
| Total                    | Total                    | Total                    | Total                    | 48 503       | 100          | 47 897      | 100         |
| Abstention               | Abstention               | Abstention               | Abstention               | 22 150       | 31,35        | 22 759      | 32,21       |
| Inscrits / participation | Inscrits / participation | Inscrits / participation | Inscrits / participation | 70 653       | 68,65        | 70 656      | 67,79       |